# Ağdam
Ağdam (orm. Aghdam, Աղդամ, 2010–2020 Ակնա, Akna) – miasto w rejonie Ağdam w Azerbejdżanie, w latach 1993–2020 de facto dzielnica miasta Askeran w rejonie Askeran nieuznawanego państwa Republika Górskiego Karabachu. Zgodnie z warunkami porozumienia pokojowego z 10 listopada 2020 Ağdam wróciło pod kontrolę Azerbejdżanu 19 listopada 2020.

## Historia
Miejscowość Ağdam leżącą na równinie, u stóp Gór Karabaskich, założono w 1741. Wraz z okolicznymi terenami wchodziła w skład chanatu karabaskiego, a od 1822 w skład Imperium Rosyjskiego. W 1828 otrzymała prawa miejskie. W latach 1868–1870 architekt Kərbəlayı Səfixan Qarabaği wzniósł tutaj wielki meczet miejski o dwóch minaretach. W latach 1918–1920 miasto wchodziło w skład Demokratycznej Republiki Azerbejdżanu, a od 1920 Azerbejdżańskiej Socjalistycznej Republiki Radzieckiej. 
Niegdyś żywe centrum regionu ze 150 tys. mieszkańców, obecnie prawie całkowicie opuszczone w wyniku walk w konflikcie o Górski Karabach pomiędzy ormiańską ludnością a Azerbejdżanem. W lipcu 1993 azerski Ağdam został zdobyty przez siły ormiańskie, co rozpoczęło tworzenie „strefy buforowej” wokół Górskiego Karabachu. Miasto zostało najpierw zniszczone przez ostrzał artyleryjski, później zaś wielokrotnie szabrowane, głównie w celu pozyskania cegieł i innych materiałów budowlanych służących odbudowie zniszczonych karabaskich miast, m.in. Stepanakertu. Mieszkańcy uciekli w inne rejony Azerbejdżanu, do Armenii i do Iranu. Jedynym niezrujnowanym budynkiem jest meczet, używany przez Ormian jako stodoła, co budzi protesty organizacji islamskich. Ze względu na położenie tuż przy zamrożonej linii frontu między siłami azerskimi i ormiańskimi, w tzw. strefie buforowej, władze Republiki Górskiego Karabachu zabraniały pobytu tam turystom.
Pod koniec 2010 władze Republiki Górskiego Karabachu zdecydowały, że Aghdam zostaje przemianowany na Akna (orm. Ակնա) i staje się jedną z dzielnic miasta Askeran. Zdaniem rządu RGK w Aghdam/Akna mieszkało w tym czasie ponad 360 mieszkańców, którzy zajmowali się głównie rolnictwem i hodowlą zwierząt. 
Pomimo faktycznego braku kontroli ze strony Azerbejdżanu, miasto Ağdam było deklarowane jako oficjalna siedziba azerbejdżańskiego klubu piłkarskiego Qarabağ Ağdam, grającego w pierwszej lidze azerskiej.

## Galeria

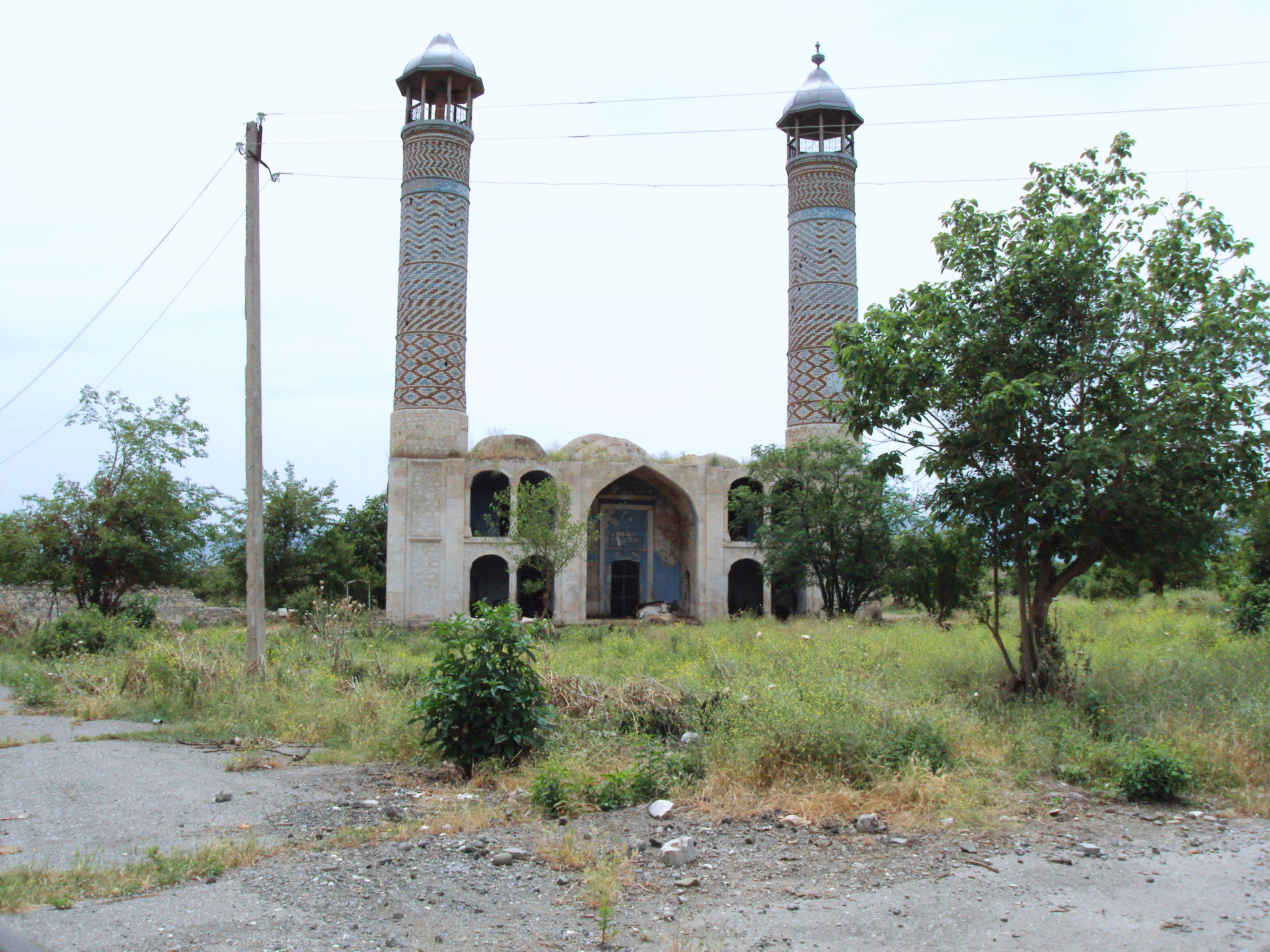
Meczet
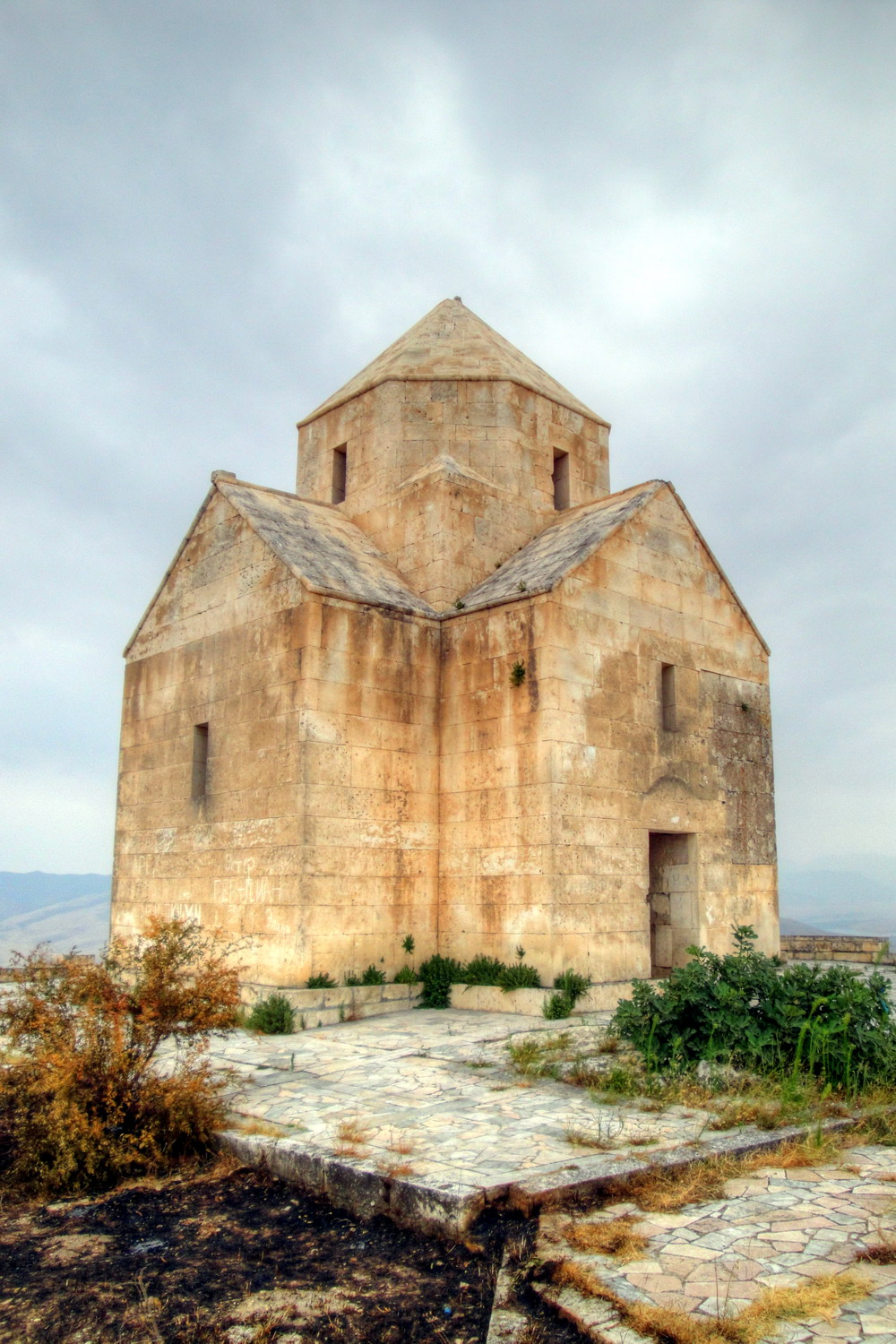
Kościół Vanqasar
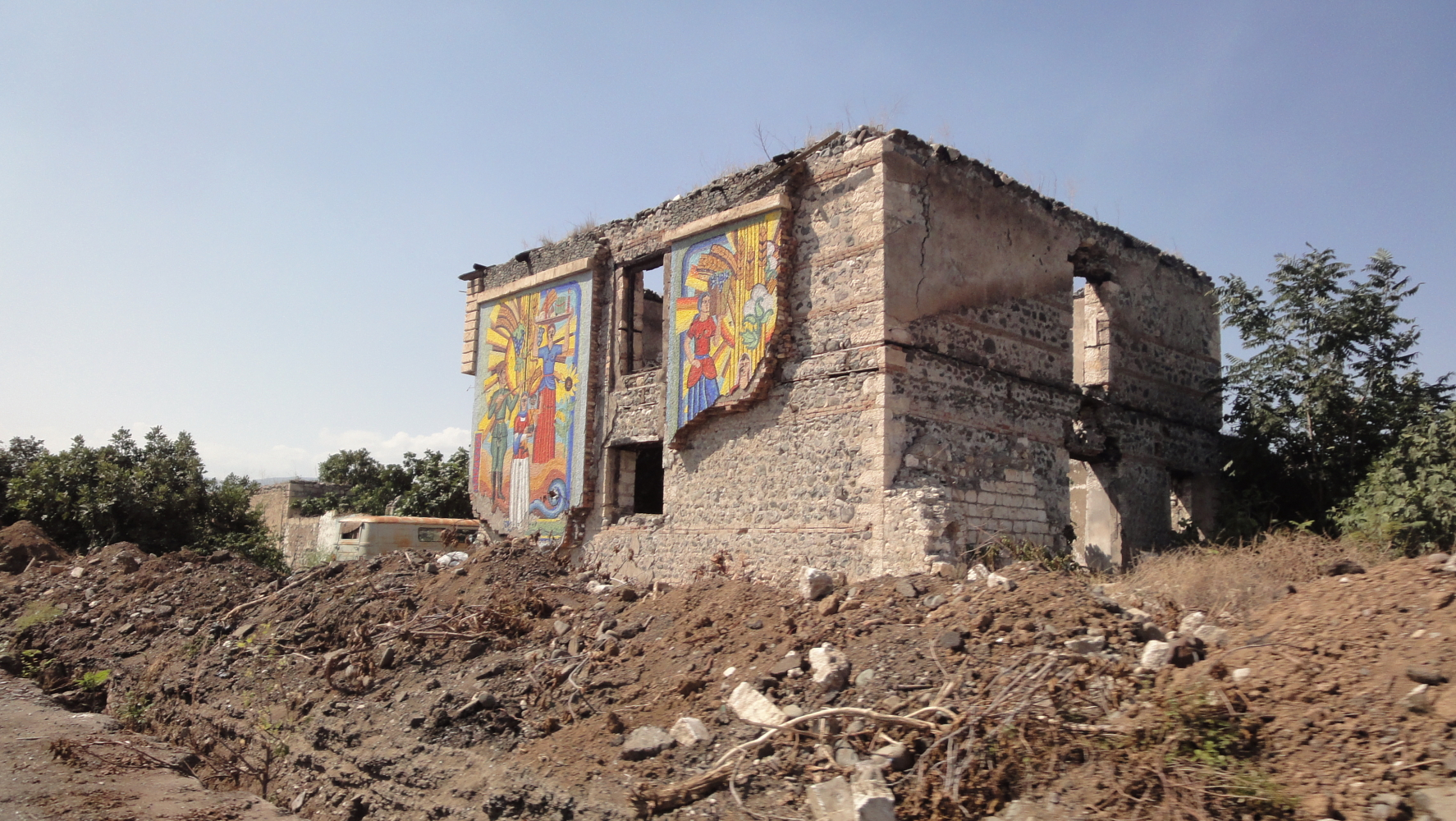
Muzeum chleba
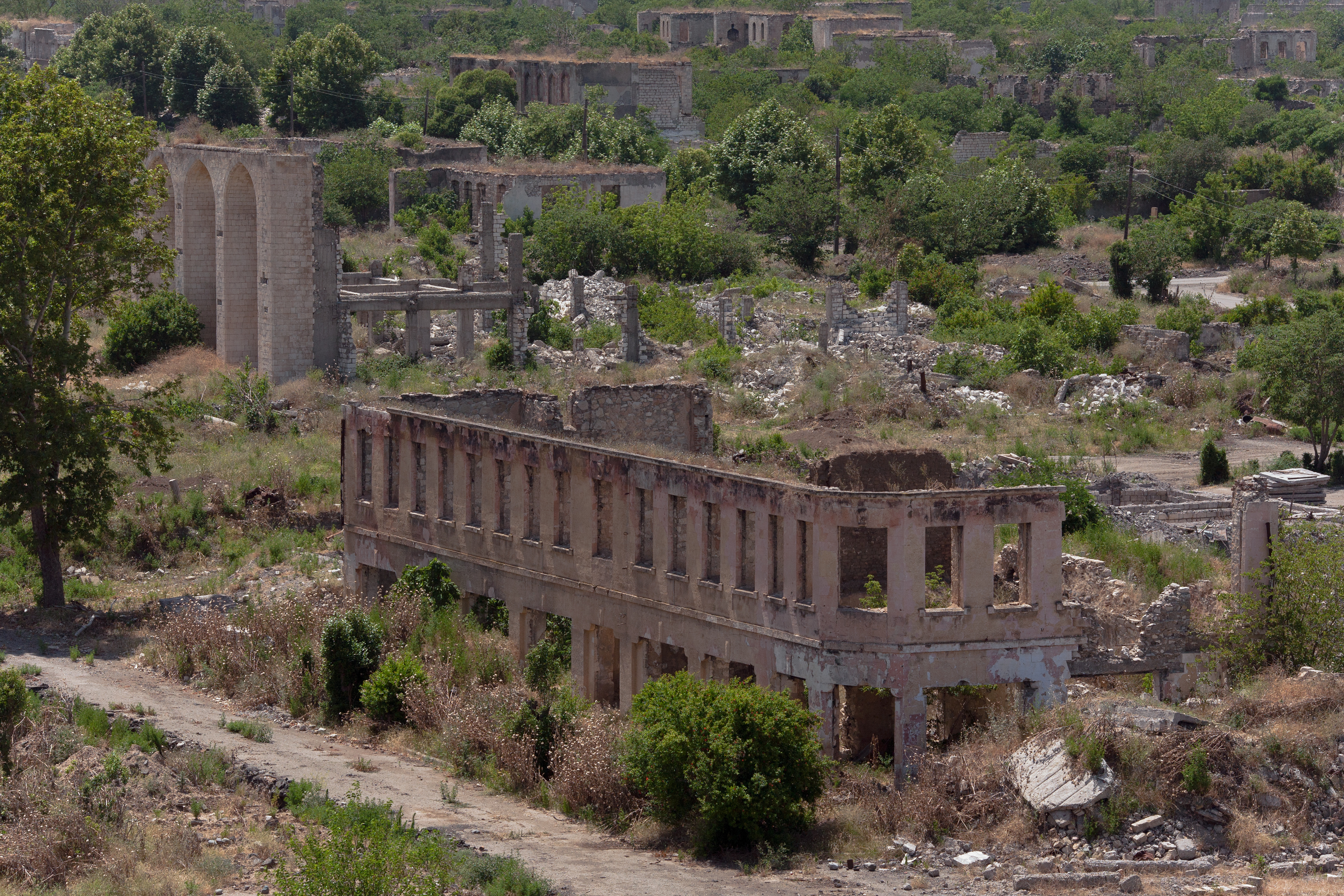
2010